# Seznam okresů v Kalifornii

Zvýrazněná Kalifornie na mapě USA

Americký stát Kalifornie je členěn do 58 okresů.
Nejméně lidnatým okresem je Alpine County (1 175 obyvatel), nejlidnatějším okresem je Los Angeles County (9 818 605 obyvatel).
| Název okresu           | Kód FIPS | Rok založení okresu | Počet obyvatel (sčítání 2010) | Mapa                                |
| ---------------------- | -------- | ------------------- | ----------------------------- | ----------------------------------- |
| Alameda County         | 001      | 1853                | 1 510 271                     | Alameda County v Kalifornii         |
| Alpine County          | 003      | 1864                | 1 175                         | Alpine County v Kalifornii          |
| Amador County          | 005      | 1854                | 38 091                        | Amador County v Kalifornii          |
| Butte County           | 007      | 1850                | 220 000                       | Butte County v Kalifornii           |
| Calaveras County       | 009      | 1850                | 45 578                        | Calaveras County v Kalifornii       |
| Colusa County          | 011      | 1850                | 21 419                        | Colusa County v Kalifornii          |
| Contra Costa County    | 013      | 1850                | 1 049 025                     | Contra Costa County v Kalifornii    |
| Del Norte County       | 015      | 1857                | 28 610                        | Del Norte County v Kalifornii       |
| El Dorado County       | 017      | 1850                | 181 058                       | El Dorado County v Kalifornii       |
| Fresno County          | 019      | 1856                | 930 450                       | Fresno County v Kalifornii          |
| Glenn County           | 021      | 1891                | 28 122                        | Glenn County v Kalifornii           |
| Humboldt County        | 023      | 1853                | 134 623                       | Humboldt County v Kalifornii        |
| Imperial County        | 025      | 1907                | 174 528                       | Imperial County v Kalifornii        |
| Inyo County            | 027      | 1866                | 18 546                        | Inyo County v Kalifornii            |
| Kern County            | 029      | 1866                | 839 631                       | Kern County v Kalifornii            |
| Kings County           | 031      | 1893                | 152 982                       | Kings County v Kalifornii           |
| Lake County            | 033      | 1861                | 64 665                        | Lake County v Kalifornii            |
| Lassen County          | 035      | 1864                | 34 895                        | Lassen County v Kalifornii          |
| Los Angeles County     | 037      | 1850                | 9 818 605                     | Los Angeles County v Kalifornii     |
| Madera County          | 039      | 1893                | 150 865                       | Madera County v Kalifornii          |
| Marin County           | 041      | 1850                | 252 409                       | Marin County v Kalifornii           |
| Mariposa County        | 043      | 1850                | 18 251                        | Mariposa County v Kalifornii        |
| Mendocino County       | 045      | 1850                | 87 841                        | Mendocino County v Kalifornii       |
| Merced County          | 047      | 1855                | 255 793                       | Merced County v Kalifornii          |
| Modoc County           | 049      | 1874                | 9 686                         | Modoc County v Kalifornii           |
| Mono County            | 051      | 1861                | 14 202                        | Mono County v Kalifornii            |
| Monterey County        | 053      | 1850                | 415,057                       | Monterey County v Kalifornii        |
| Napa County            | 055      | 1850                | 136 484                       | Napa County v Kalifornii            |
| Nevada County          | 057      | 1851                | 98 764                        | Nevada County v Kalifornii          |
| Orange County          | 059      | 1889                | 3 010 232                     | OrangeCounty v Kalifornii           |
| Placer County          | 061      | 1851                | 348 432                       | Placer County v Kalifornii          |
| Plumas County          | 063      | 1854                | 20 007                        | Plumas County v Kalifornii          |
| Riverside County       | 065      | 1893                | 2 189 641                     | Riverside County v Kalifornii       |
| Sacramento County      | 067      | 1850                | 1 418 788                     | Sacramento County v Kalifornii      |
| San Benito County      | 069      | 1874                | 55 269                        | San Benito County v Kalifornii      |
| San Bernardino County  | 071      | 1853                | 2 035 210                     | San Bernardino County v Kalifornii  |
| San Diego County       | 073      | 1850                | 3 095 313                     | San Diego County v Kalifornii       |
| San Francisco          | 075      | 1850                | 805 235                       | San Francisco County v Kalifornii   |
| San Joaquin County     | 077      | 1850                | 685 306                       | San Joaquin County v Kalifornii     |
| San Luis Obispo County | 079      | 1850                | 269 637                       | San Luis Obispo County v Kalifornii |
| San Mateo County       | 081      | 1856                | 718 451                       | San Mateo County v Kalifornii       |
| Santa Barbara County   | 083      | 1850                | 423 895                       | Santa Barbara County v Kalifornii   |
| Santa Clara County     | 085      | 1850                | 1 781 642                     | Santa Clara County v Kalifornii     |
| Santa Cruz County      | 087      | 1850                | 262 382                       | Santa Cruz County v Kalifornii      |
| Shasta County          | 089      | 1850                | 177 223                       | Shasta County County v Kalifornii   |
| Sierra County          | 091      | 1852                | 3 240                         | Sierra County v Kalifornii          |
| Siskiyou County        | 093      | 1852                | 44 900                        | Siskiyou County v Kalifornii        |
| Solano County          | 095      | 1850                | 413 344                       | Solano County v Kalifornii          |
| Sonoma County          | 097      | 1850                | 494 336                       | Sonoma County v Kalifornii          |
| Stanislaus County      | 099      | 1854                | 514 453                       | Stanislaus County v Kalifornii      |
| Sutter County          | 101      | 1850                | 94 737                        | Sutter County v Kalifornii          |
| Tehama County          | 103      | 1856                | 63 463                        | Tehama County v Kalifornii          |
| Trinity County         | 105      | 1850                | 13 786                        | Trinity County v Kalifornii         |
| Tulare County          | 107      | 1852                | 442 179                       | Tulare County v Kalifornii          |
| Tuolumne County        | 109      | 1850                | 55 365                        | Tuolumne County v Kalifornii        |
| Ventura County         | 111      | 1872                | 823 318                       | Ventura County v Kalifornii         |
| Yolo County            | 113      | 1850                | 200 849                       | Yolo County v Kalifornii            |
| Yuba County            | 115      | 1850                | 72 155                        | Yuba County v Kalifornii            |